# Казали Гало (Удине)
Казали Гало је насеље у Италији у округу Удине, региону Фурланија-Јулијска крајина.
Према процени из 2011. у насељу је живело 38 становника. Насеље се налази на надморској висини од 72 м.